# هودجز (لاعب كريكت)
هودجز (1755 بإنجلترا في المملكة المتحدة - ) (بالإنجليزية: Hodges)‏ هو لاعب كريكت بريطاني. لعب مع Kent County Cricket Club ‏ وKent county cricket teams ‏.